# The Cost of Living (Lost)
"The Cost of Living" er det 52. afsnit af tv-serien Lost. Episoden blev instrueret af Jack Bender og skrevet af Alison Schapker & Monica Breen. Det blev første gang udsendt 1. november 2006, og karakteren Mr. Eko vises i afsnittets flashbacks.